# Chanceaux-près-Loches
Chanceaux-près-Loches là một xã thuộc tỉnh Indre-et-Loire trong vùng Centre-Val de Loire ở miền trung nước Pháp.